# Федотовка (Краснодарский край)
Федо́товка — село Мысхакского сельского округа муниципального образования город Новороссийск Краснодарского края России.

## География
Расположено в 7 км к юго-западу от центра Новороссийска, в 4 км к западу от села Мысхако.
Федотовка расположена у подножия горы Колдун в двух километрах от моря и курортного села Широкая Балка.
С Новороссийском Федотовка связана рейсовыми автобусами, которые ходят три раза в день, а также маршрутками.
К северу от Федотовки расположены виноградники, сады и дачные участки.
Улицы села: Виноградная, Имени Героя России Евгения Родионова, Имени Героя России Сергея Костина, Имени Ипполита Кулешевича, Новая, Черноморская и др.

## История
Во время Великой Отечественной войны в Федотовке располагались румынские оккупационные войска, а также было румынское военное кладбище. Прилегающие лесистые горы были изрыты окопами и заминированы. 

## Население
| 1873 | 2002 | 2005 | 2010 |
| ---- | ---- | ---- | ---- |
| 77   | ↗281 | ↘200 | ↘171 |